# Kilwa Kisiwani
Kilwa Kisiwani là một thị trấn Hồi giáo cổ trên một đảo của Tanzania. Thị trấn được thành lập vào thế kỷ thứ 9 và dần trở nên một thành phố buôn bán và trao đổi hàng hóa như vàng, ngà voi, nữ trang, đồ gốm, gia vị, nô lệ... với các nơi khác tại châu Phi và châu Á. Trong thế kỷ 13, Cung điện Husuni Kubwa và Nhà thờ Hồi giáo Kilwa đã được xây dựng tại đây. Sau đó thị trấn này thuộc về nhiều cường quốc khác nhau, bắt đầu với Bồ Đào Nha vào thế kỷ 16, qua tay người Ả Rập cho đến năm 1784 thì được cai trị bởi Oman.
Kilwa Kisiwani được đưa vào danh sách di sản thế giới tại châu Phi vào năm 2004, và cùng được đưa vào danh sách di sản thế giới bị đe doạ. Năm 2014, di sản này đã được đưa ra khỏi danh sách di sản thế giới bị đe dọa.